# Philipp Stauff

Philipp Stauff

Philipp Stauff (* 27. Januar 1876 in Moosbach in Franken; † 17. Juli 1923 in Berlin) war ein deutscher Journalist, Publizist und völkischer Schriftsteller. 

## Leben
Stauff gab seinen Beruf als Volksschullehrer auf, um sich in Berlin als politischer Journalist und Schriftsteller zu betätigen. Von 1907 bis 1910 lebte er in Enzisweiler bei Lindau, gab die Zeitungskorrespondenz Wegweiser und Wegwarte heraus und schrieb für völkische Blätter. Im Frühjahr 1910 zog er ins oberfränkische Kulmbach. 
Im Zeitraum von 1911 bis 1914 wurde er eine organisatorische Schlüsselfigur in mehreren völkischen Verbänden. Mit Adolf Bartels gründete er 1910 den Deutschvölkischen Schriftstellerverband. Er war ein enger Freund von Guido von List und ein Gründungsmitglied der Guido-von-List-Gesellschaft, der er um 1910 beitrat. Er war auch aktiv im antisemitischen Reichshammerbund und dem 1912 von Theodor Fritsch gegründeten Germanenorden. 1913 erlangte er mit seinem Werk Runenhäuser Aufsehen, in dem er nachzuweisen versuchte, dass die Anordnung des Fachwerks alter Häuser als Runen gelesen werden können.
Seine Briefbögen versah er mit einem Hakenkreuz, was auch Adolf Hitler auffiel.
Nach seinem Selbstmord führte seine Witwe Berta Stauff die Verlagsarbeit fort. Seinen Nachruf in der Deutschen Tageszeitung (DTZ) verfasste Wilhelm Scheuermann.
Nach dem Zweiten Weltkrieg wurde in der Sowjetischen Besatzungszone seine Schrift Von deutscher Kunst und Literatur (Semi-Kürschner, das Jahrhundertbuch) (Reichshammerbund, Hamburg 1913) auf die Liste der auszusondernden Literatur gesetzt. In der Deutschen Demokratischen Republik folgen auf diese Liste noch die im Selbstverlag veröffentlichte Fassung Semi-Kürschner oder Literarisches Lexikon der Schriftsteller, Dichter, Bankiers … jüdischer Rasse und Versippung, die von 1813 bis 1913 in Deutschland tätig oder bekannt waren (Berlin 1913) und die postum von Heinrich Kraeger unter dem Pseudonym Erich Ekkehard herausgegebene Neubearbeitung Sigilla Veri, Lexikon der Juden-Genossen und -Gegner aller Zeiten und Zonen, insbesondere Deutschlands (Bodung-Verlag, Erfurt 1931/1932).

## Veröffentlichungen
- Der Krieg und die Friedensbestrebungen unserer Zeit. Gedankengänge, 1907
- Zur Sicherung unserer industriellen Arbeiterschaft, 1907
- Ein Vorschlag zur Reorganisation unserer wirtschaftlichen Interessenvertretung, 1907
- Das Recht auf Arbeit, 1908
- Der „Mehrwert“ der Arbeit, 1908
- Das Duell, 1908
- Der Deutsche und die Politik, 1909
- Völkische Produktions-Ideale, 1909
- Deutsche Judennamen. Zusammengestellt nach Verzeichnissen jüdischer (Religions)-Behörden, hrsg. v. Philipp Stauff, 1912
- Das deutsche Wehrbuch, 1912
- Der Krieg und die Friedensbewegung, 1912
- Voltaire: Voltaire über die Juden, hrsg. v. Philipp Stauff, 1913
- Semi-Kürschner oder Literarisches Lexikon der Schriftsteller, Dichter, Bankiers, Geldleute, Ärzte, Schauspieler, Künstler, Musiker, Offiziere, Rechtsanwälte, Revolutionäre, Frauenrechtlerinnen, Sozialdemokraten usw., jüdischer Rasse und Versippung, die von 1813–1913 in Deutschland tätig oder bekannt waren. Selbstverlag, Berlin 1913; 1929–1931 unter dem Titel Sigilla Veri („Siegel der Wahrheit“) von Ulrich Fleischhauers U-Bodung Verlag unvollständig (geplant 6 Bände; erschienen 4 und ein Teil der 5.) veröffentlicht[7]
- Richard Wagner: Das Judenthum in der Musik, 1869, hrsg. v. Philipp Stauff, 1914
- Der Jahvismus als Gottesvorstellung. Religionsphilosophische Forschungen auf dem Gebiete des Alten Testaments, 1915
- Armanische Beweisarbeiten, ca. 1920
- Märchendeutungen. Sinn und Deutung der deutschen Volksmärchen, 1921
- Runenhäuser, 1921 (online)